# Tchoř černonohý
Tchoř černonohý (Mustela nigripes) je ohrožená šelma z čeledi lasicovitých. Jeho domovem byly severoamerické Velké pláně.

## Popis
Tchoř černonohý je noční samotář. Samec se od samice liší hlavně větší velikostí. Dospělí jedinci dosahují průměrné délky 60–63 cm i s ocasem.

## Výskyt
Je považován za nejvzácnějšího severoamerického savce, v roce 1985 přežívalo v jediné známé lokalitě (Meeteetse ve státě Wyoming) ve volné přírodě jen 31 jedinců. Stalo se tak v důsledku hubení psounů, kteří jsou jeho hlavní potravou, a jejichž nory mu slouží jako úkryt. Zbývajících 18 volně žijících zvířat bylo v roce 1987 odchyceno a chováno v zajetí. V letech 1994–95 bylo v Národním parku Badlands vypuštěno 101 jedinců, v následujících letech bylo několik stovek tchořů přemístěno do psouních kolonií nacházejících se na chráněných územích. V roce 2007 existovalo v přírodě 650 kusů těchto tchořů.

### Reintrodukce

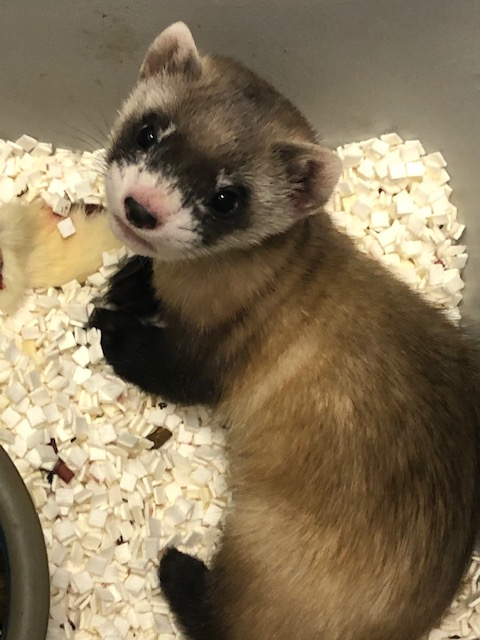
Naklonovaný tchoř černonohý jménem Elizabeth Ann, 48 dní od narození

V současnosti žijí v sedmi zoologických zahradách, v severovýchodní Montaně, západní Jižní Dakotě a v jihovýchodním Wyomingu.
Přežití tchoře černonohého je předmětem diskusí mezi ochranáři a zemědělci , jak by měly být využity a spravovány severoamerické prérie. Ekosystém prérií je velmi citlivý a vyvážené soužití predátorů s kořistí velmi křehké. Populace predátorů kolísá v závislosti na podnebí i místních podmínkách a pochopitelně i podle osudových zásahů člověka. Tchoř černonohý stál na pokraji vyhynutí několikrát. Jeho existence je závislá na dostatku psounů prériových, kteří tvoří 90 % jeho jídelníčku. Pokles početnosti psounů je důsledkem pronásledování ze strany chovatelů dobytka, kteří je tradičně považují za nebezpečná zvířata, jež škodí na pastvinách. Nesčetné vyhlazovací akce namířené proti psounům vedly nevyhnutelně také k poklesu počtu tchořů, kteří na obdělávaných polích a pastvinách nenacházejí dostatek jiné potravy. Původně se tchoři vyskytovali od Kanady po Texas a Arizonu, ale dnes jim zůstala jen 2 % původního biotopu, jež jsou navíc rozdrobena na nepatrné plochy, oddělené obrovskými lány polí a městy. Pro tchoře je jejich překonávání při hledání potravy příliš nebezpečné nebo přímo nemožné. Kromě toho tchoři doplatili na lov a trávení. V šedesátých letech 20. století byl považován takřka za vyhubeného, a byl zahájen program chovu a rozmnožení v lidské péči a pozdějšího navrácení do přírody. První skupiny zvířat uhynuly v důsledku psinky, kterou přenášejí domácí zvířata. Následoval další odchyt a odchov 50 tchořů, již byli vráceni k volně žijící populaci. Ta stále přežívá v sedmi chráněných oblastech. Do roku 2009 bylo odchováno přes 6 tisíc jedinců, z nichž 3 094 bylo vypuštěno v 17 oblastech. V prosinci 2020 se v Coloradu narodilo náhradní matce (fretka domácí) mládě naklonované z buněk zamrazených v roce 1988, čímž by se měla zvýšit genetická diverzita populace.